# Bertenau
Bertenau ist ein Ortsteil der Ortsgemeinde Neustadt (Wied) im Landkreis Neuwied im nördlichen Rheinland-Pfalz. Bis 1953 war Bertenau eine eigenständige Gemeinde, zu der auch das Kirchdorf Neustadt und 17 weitere Ortschaften gehörten.

## Geographie
Der Weiler liegt im Naturpark Rhein-Westerwald etwa zwei Kilometer südöstlich des Hauptortes Neustadt. Nördlich des Ortes liegt der 352 Meter hohe Bertenauer Kopf. Bertenau ist über die Landesstraße 270 mit dem Hauptort Neustadt und dem Neustadter Ortsteil Fernthal verbunden.

## Geschichte

### Honnschaft Bertenau
Landesherrlich gehörte Bertenau früher zum Kurfürstentum Köln. Der Ort war namensgebend für die „Honnschaft Bertenau“, die zum Kirchspiel Neustadt gehörte und der Verwaltung des Mitte des 13. Jahrhunderts entstandenen kurkölnischen Amtes Altenwied unterstand. Zur Honnschaft gehörten 1670 die Orte Bertenau, Neustadt, Altehütte (links des Bachs), Borscheid, Dasbach, Eilenberg, Fernthal, Funkenhausen, Grübel, Hombach, Hombachsmühle, Jungfernhof und Manroth; später auch die Orte Mettelshahn, Neschen und Steinshof.
Auf Anordnung des Kurfürsten Maximilian Heinrich wurde im Jahr 1660 eine Bestandsaufnahme der Ansiedlungen in allen Honnschaften im Amt Altenwied durchgeführt. Hierbei wurden für die Honnschaft Bertenau genannt:
In Neustadt befanden sich an Hofraiten: Mandtenhaus, der Witumshof, Hermanns Kuck Obrist-Haus, Philipps Haus sowie der Arendt- und der Ludwigs-Hof. Zu Eilenberg gab es Thoneis Haus, den Ralshof und den Vollges Hof. Ferner bestanden in dieser Honnschaft der Hof zu Manrodt, der Hof zu Berthenau, der Obrist-Hof zu Berthenau, der Hof zu Dörres und der Jufferhof (Jungfernhof). Zu Boscheidt (Borscheid) waren sieben Hofplätze, zu Verenthal (Fernthal), Funkenhausen, Grüffel (Grübelsberg) und Hambuch (Hombach) bestand je ein Hof, in Neschen befanden sich zwei Höfe, in Dasbach drei.

### Gemeinde Bertenau
Die Herrschaft Kurkölns endete 1803 nach über 500 Jahren mit dem Reichsdeputationshauptschluss. Das kurkölnische Gebiet in dieser Region wurde zunächst dem Fürstentum Wied-Runkel zugeordnet und kam 1806 aufgrund der Rheinbundakte zum Herzogtum Nassau. Die Honnschaft Bertenau unterstand anschließend der Verwaltung des nassauischen Amtes Altenwied. Nach den auf dem Wiener Kongress geschlossenen Verträgen wurde das Gebiet 1815 an das Königreich Preußen abgetreten.
Bertenau wurde eine Gemeinde im damals neu gebildeten Standesherrlichen Kreis Neuwied (ab 1848 Kreis Neuwied) im Regierungsbezirk Koblenz und von der Bürgermeisterei Neustadt verwaltet. Nach einer Volkszählung aus dem Jahr 1885 hatte die Gemeinde Bertenau mit ihren 19 Ortsteilen 752 Einwohner, die in 151 Wohngebäuden lebten. Zur Gemeinde Bertenau gehörten die Ortschaften Altehütte, Bertenau, Borscheid, Dasbach, Eilenberg, Fernthal, Funkenhausen, Grübelsberg, Grübelshof, Hombach, Hombachsmühle, Jungfernhof, Manroth, Mettelshahn, Neschen, Neschermühle, Neustadt, Steinshof und Telegraf.
Die Gemeinde Bertenau wurde 1953 in Neustadt (Wied) umbenannt, blieb aber hinsichtlich der zugehörenden Ortschaften zunächst unverändert. Aufgrund der Mitte der 1960er Jahre begonnenen rheinland-pfälzischen Verwaltungs- und Gebietsreform wurde die Gemeinde mit zuletzt 2.090 Einwohnern zum 1. Januar 1969 aufgelöst. Aus ihr wurde zusammen mit den ebenfalls aufgelösten Gemeinden Bühlingen (915 Einwohner), Elsaffthal (802 Einwohner) und Rahms (999 Einwohner) die heutige Ortsgemeinde Neustadt (Wied) neu gebildet. 1987 zählte der Ort Bertenau 41 Einwohner.